# Scarus schlegeli
Scarus schlegeli е вид бодлоперка от семейство Scaridae. Видът не е застрашен от изчезване.

## Разпространение
Разпространен е в Австралия (Западна Австралия, Куинсланд и Северна територия), Индонезия, Кокосови острови, Нова Каледония, Остров Рождество, Фиджи, Френска Полинезия и Япония (Рюкю).